# Танга (регион)
Танга е един от 26-те региона на Танзания. Разположен е в североизточната част на страната, граничи с Кения и има излаз на Индийския океан. Площта на региона е 26 808 км². Населението му е 2 045 205 жители (по преброяване от август 2012 г.). Столица на региона е град Танга.
На територията на региона, върху 3245 км², е разположен Националният парк Мкомази, един от 16-те национални парка в страната.

## Окръзи
Регион Танга е разделен на 7 окръга: Танга, Мухеза, Корогуе, Лушото, Пангани, Хандени и Килинди.